# 蘇丹金麻雀
蘇丹金麻雀（学名：Passer luteus）是分佈于撒哈拉以南地區的一種麻雀，因體色艷麗、叫聲悅耳而成為一種受歡迎的籠鳥。其種加詞在拉丁語中的意思是“橘黃”。同屬的阿拉伯金麻雀與它極為相似。
其种加词“luteus”意为“黄色的”。

## 形態

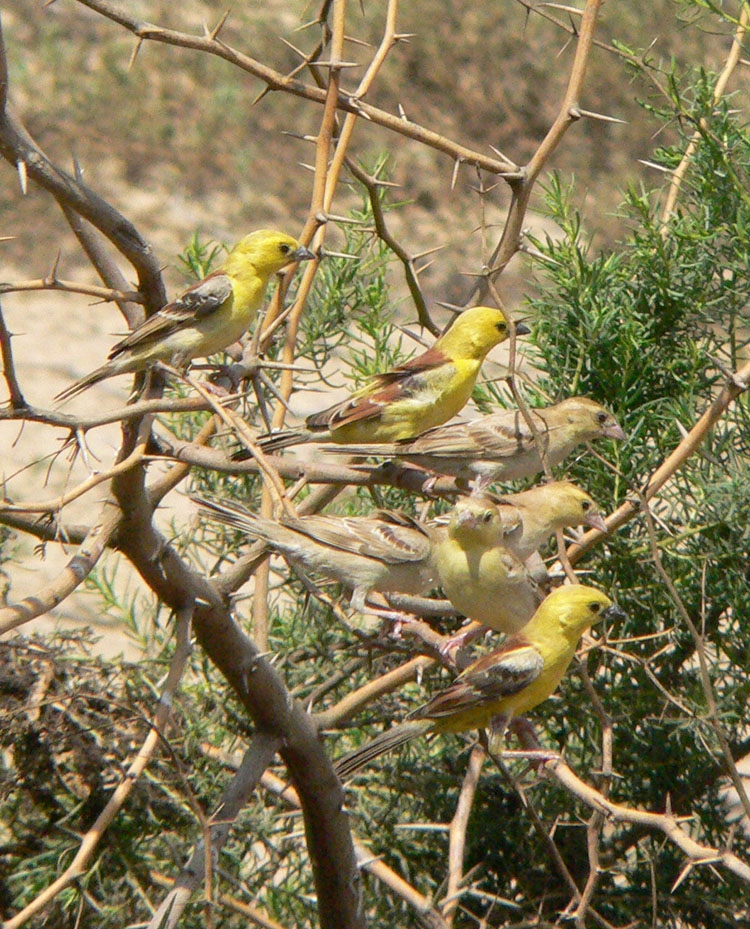
蘇丹紅海海濱的一群金麻雀

蘇丹金麻雀是一種小型鳥，體長12—13（4.7—5.1英寸），翼展5.7—7（2.2—2.8英寸）。雄鳥頭部和腹部羽毛金黃，翅膀和背部羽毛呈栗色。雌鳥和幼鳥羽毛顏色都很黯淡。

## 外部連接
- Article about the Sudan golden sparrow in captivity，Finch Society

of Australia
- Sudan Golden Sparrow media （页面存档备份，存于），Internet Bird Collection